# Рапід (Гідігіч)
Футбольний клуб Рапід (Гідігіч) або просто «Рапід» (рум. Fotbal Club Rapid Ghidighici) — професіональний молдовський футбольний клуб з села Гідігіч, муніципія Кишинів.

## Хронологія назв
- 1992 – СКА-Вікторія (Кагул)
- 1998 – СКА-Вікторія (Кишинів)
- 2000 – СКА-АБВ (Кишинів)
- 2001 – СКА-Буйчан (Кишинів)
- 2002 – ФКА «Вікторія» (Кишинів)
- 2005 – ЦСКА-Агро (Ставчен)
- 2006 – ЦСКА (Кишинів)
- 2007 – ЦСКА-Стяуа (Кишинів)
- 2008 – об'єднання з ФК «Рапід» (Гідігіч) у ЦСКА-Рапід (Кишинів)
- 2011 – «Рапід» (Гідігіч)

## Історія

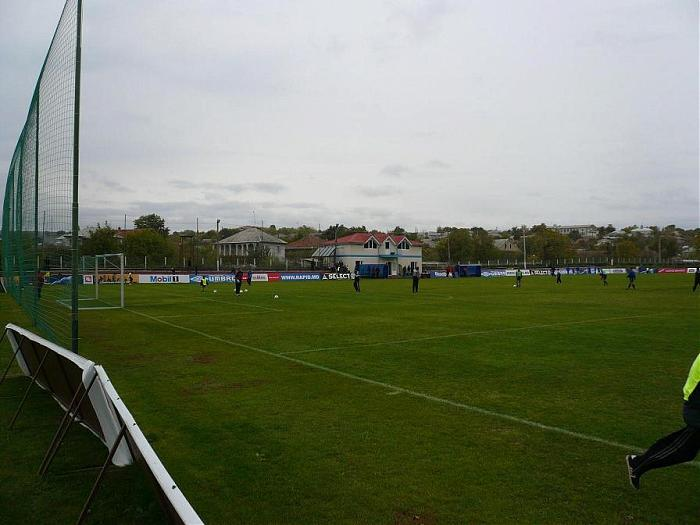
Стадіон команди

### Перша команда
Гідігіч — селище на околиці Кишинева. Близько 40 років тому у нижчих лігах чемпіонату Молдавської РСР виступала команда під назвою «Рапід» (Гідігіч), проте жодних вагомих успіхів вона не досягла. «Рапід» (Гідігіч) з'явився на молдовській футбольній арені в 2005 році, коли декілька людей, у тому числі Іон Поаленгуні, Віорел Гуцан та Олексій Гянджа під керівництвом бізнесмена Віктора Остапа, заснували професійний футбольний клуб ФК «Рапід».
У 2007 році команда з Гідігіча вийшла до Національного дивізіону, після того як стала чемпіоном Дивізіону A. Але дебютний сезон у вищій лізі виявився неповним. Напередодні останнього туру чемпіонату президент клубу Віктор Остап вирішив зняти команду з чемпіонату на знак протесту проти суддівства в лізі. Після цього Федерація футболу Молдови дискваліфікувала клуб й не дала йому ліцензії для участі на наступний сезон.

### ЦСКА-Рапід (Кишинів)
Наприкінці сезону 2007/08 років клуб «Рапід» (Гідігіч) об'єднався з ЦСКА (Кишинів), внаслідок чого утворився клуб ЦСКА-Рапід (Кишинів) й був переведений у Національний дивізіон.
У цей період команда демонструє свої найкращі результати, зокрема в сезоні 2009/10 років за підсумками чемпіонату фінішувала на шостому місці. Під назвою ЦСКА-Рапід клуб виступав 3 роки, у 2011 році команда знову почала виступати як «Рапід» (Гідігіч).

### «Рапід» (Гідігіч)
У 2011 році ЦСКА-Рапід (Кишинів) був перейменований у «Рапід» (Гідігіч).
У сезоні 2011/12 років команда досягла найкращого результату в своїй історії, вийшла до фіналу Кубку Молдови. У фіналі «Рапіду» протистояв «Мілсамі», якому команда з Гідігіча поступилася в серії післяматчевих пенальті з рахунком 3:5. У додатковий час за рахунку 0:0 на 106-й хвилині «Рапід» відзначився голом (за всіма правилами), але головний суддя його не зарахував. Після цього головний арбітр того матчу Геннадій Сіденко за суддівську помилку Федерацією футболу Молдови був дискваліфікований на 2 роки та втратив статус арбітра УЄФА.
Наприкінці сезону 2011/12 років власник «Рапіду» Віктор Остап оголосив, що в клубу з'являться іноземні спонсори.
У березні 2013 року до «Рапіду» прийшов італійський інвестор П'єтро Белделді, який незабаром став президентом та спонсором команди, але не її власником. Він також пообіцяв, що створить сучасну інфраструктуру, спортивну базу та проведе модернізацію стадіону.
Наприкінці червня 2013 року, через декілька місяців після своєї появи в «Рапіді», П'єтро Белларделі, відмовився від фінансування команди та переорієнтувався на ФК «Костулень».
У березні 2014 року, після 19-о туру Національного дивізіону 2013/14, Віктор Остап вдруге в історії клубу зняв його з подальшого розіграшу чемпіонату.

## Досягнення
- Дивізіон A Молдови
  -  Чемпіон (1): 2003/04

- Дивізіон Б Молдови
  -  Чемпіон (1): 1993/94

- Кубок Молдови
  -  Фіналіст (1): 2011/12

## Статистика виступів у національних чемпіонатах
Легенда: Іг - матчі, В - перемоги, Н - нічиї, П - поразки, ЗМ - забиті м'ячі, ПМ - пропущені м'ячі, +/- - різниця м'ячів, О - очки, червоний колір - вибування, зелений колір - підвищення, яскраво фіолетовий колір - перехід до іншого чемпіонату
| Сезони  | Ліга                  | Рівень | Іг  | В   | Н   | П   | ЗМ  | ПМ  | О   | +/- | Місце |
| ------- | --------------------- | ------ | --- | --- | --- | --- | --- | --- | --- | --- | ----- |
| 1998/99 | Дивізіон A            | 2      | ... | ... | ... | ... | ... | ... | ... | ... | 12.   |
| 1999/00 | Дивізіон A            | 2      | ... | ... | ... | ... | ... | ... | ... | ... | 14.   |
| 2000/01 | Дивізіон A            | 2      | ... | ... | ... | ... | ... | ... | ... | ... | 8.    |
| 2001/02 | Дивізіон A            | 2      | ... | ... | ... | ... | ... | ... | ... | ... | 11.   |
| 2002/03 | Дивізіон A            | 2      | ... | ... | ... | ... | ... | ... | ... | ... | 4.    |
| 2003/04 | Дивізіон A            | 2      | ... | ... | ... | ... | ... | ... | ... | ... | 4.    |
| 2004/05 | Дивізіон A            | 2      | ... | ... | ... | ... | ... | ... | ... | ... | 6.    |
| 2005/06 | Дивізіон A            | 2      | ... | ... | ... | ... | ... | ... | ... | ... | 7.    |
| 2006/07 | Дивізіон A            | 2      | ... | ... | ... | ... | ... | ... | ... | ... | 3.    |
| 2007/08 | Національний дивізіон | 1      | 30  | 5   | 3   | 22  | 21  | 55  | -34 | 18  | 10.   |
| 2008/09 | Національний дивізіон | 1      | 30  | 7   | 8   | 15  | 28  | 47  | -19 | 29  | 9.    |
| 2009/10 | Національний дивізіон | 1      | 33  | 12  | 9   | 12  | 40  | 39  | +1  | 45  | 6.    |
| 2010/11 | Національний дивізіон | 1      | 39  | 15  | 10  | 14  | 39  | 37  | +2  | 55  | 8.    |
| 2011/12 | Національний дивізіон | 1      | 33  | 6   | 8   | 19  | 20  | 52  | -32 | 26  | 11.   |
| 2012/13 | Національний дивізіон | 1      | 33  | 15  | 4   | 14  | 36  | 38  | -2  | 49  | 5.    |
| 2013/14 | Національний дивізіон | 1      | 33  | 6   | 4   | 23  | 27  | 75  | -48 | 20  | 9.    |

## Відомі тренери
| - Віктор Афанасьєв (2005–0?) - Ігор Опря - Павло Іричук (2006–07) - Влад Гоян (1 липня 2007 – 31 грудня 2007) - Павло Іричук (2008) - Сергій Дубровін (2008–0?) - Павло Іричук (200?–09) - Сергій Секу (в.о.) (25 серпня 2009 – 30 вересня 2009) - Спиридон Никулеску (2009–10) - Павло Іричук (2010) - Сергій Сарбу (2010) - Євген Маркокі (2010) - Павло Іричук (2010) | - Сергій Сарбу (2010) - Петру Ефрос (2010) - Сергій Карманов (2010) - Павло Іричук (2011) - Сергій Секу (1 липня 2011 – 27 березня 2012) - Йонел Ганя (26 березня 2012 – 15 квітня 2012) - Павло Іричук (2012) - Сергій Секу (в.о.) (19 квітня 2012 – 30 червня 2012) - Юрій Осипенко (15 квітня 2012 – 31 грудня 2012) - Сергій Секу (1 січня 2013 – 9 квітня 2013) - Володимир Лютий (10 квітня 2013 – 12 вересня 2013) - Сергій Секу (13 вересня 2013 – 20 жовтня 2013) |

## Історія логотипу

ЦСКА (Кишинів) (2006–07)
ЦСКА-Стяуа (Кишинів) (2007–08)
ЦСКА-Рапід (Кишинів) (2008–11)

## Відомі гравці
- Вадим Болохан
- Іон Жардан
- Борис Чеботар
- Богдан Хауши